# The DJ Kat Show
"The DJ Kat Show" was een Brits kinderprogramma van Sky Channel. Het liep van 1 september 1986 tot 31 december 1995 en werd oorspronkelijk gemaakt door de productiemaatschappij van John de Mol. Ook Joost Timp en oud-Spargo-bassist Jef Nassenstein verleenden hun medewerking. Regie was in handen van Marc Disselhof en de productie werd gedaan door Edwin Frantzen en Ger Loogman. 
In de DJ Kat-show werden verschillende jeugdprogramma's uitgezonden; tekenfilms zoals The Transformers en M.A.S.K. maar ook (klassieke) live-action-series als Skippy. De Nederlandse inbreng bleek uit het feit dat DJ Kat met de 'K' werd gespeld zoals in het Nederlands en niet met de 'C' zoals in het Engels.

## Geschiedenis

### 1986-1989; de Nederlandse jaren
De eerste afleveringen werden opgenomen in de studio's van John de Mol in de Loosdrechtse Pandahallen (PandaStudio). Linda de Mol fungeerde als sidekick van DJ Kat (de van oorsprong Amerikaanse poppenspeler Robert 'Robbie' Hahn), een harige kat in een zwartleren jack die graag plaatjes draait en meerdere vriendinnetjes heeft die elk in een ander land wonen. DJ Kat is dol op een kleverige stinkende brij genaamd yuk (hoewel hij het in de praktijk met geprakte doperwtjes en worteltjes moet doen) met een al even smerig glas melk erbij. Deze culinaire voorkeuren bezingt hij in de aflevering van 21 mei 1987 (All you need is Yuk) nadat hij wordt aangespoord een eigen lied te schrijven in plaats van een bestaande tekst te bewerken.

### 1989-1995; de Britse jaren
Begin 1989 besloot Sky Channel om zich voortaan uitsluitend op de Britse en Ierse markt te richten; Linda de Mol en Robbie Hahn werden los van elkaar vervangen door Stefanie Pitt (die aan het eind van het seizoen alweer vertrok) en Don Austen (tevens de nieuwe walrus bij Fun Factory). Een aantal scripts werd naar het Nederlands vertaald voor De Billy Hotdog Show die van 1989 t/m 1991 bij de TROS te zien was.
Met het verdwijnen van de Nederlandse inbreng verdween ook het succes van het programma; Stefanie Pitts vervangster Katrina Hylton-Hull (dochter van poppenspeler Rod 'Emu' Hull) kon zich niet in de nieuwe plannen vinden en nam medio 1992 ontslag. Na een drie weken durende 'vakantie', waarin de programmering van de tekenfilms gewoon doorging, was de metamorfose met wisselende presentatoren en sketches een feit. Aanvankelijk was er sprake van een heropleving en werd in 1994 de weekend spin-off KTV (ter vervanging van Fun Factory) in het leven geroepen, maar een jaar later gingen de kijkcijfers dan toch weer omlaag en begon men bij gebrek aan inspiratie oude scripts te recyclen. In plaats van weer een metamorfose besloot men na negen jaar een punt te zetten achter de DJ Kat Show.

### Spin off
In 1989 kreeg het programma een Nederlandse spin off bij de TROS genaamd De Billy Hotdog show. Dit programma was van de zelfde makers. Linda de Mol deed ook hier de presentatie en Hahn de pop. Al betrof het personage nu een hond i.p.v. een kat. Hoewel Billy wat liever over kwam dan DJ waren de karakters van beide poppen nagenoeg het zelfde. Alsmede de stem. Anders dan op SKY was dit programma Nederlandstalig.